# Hell and Back
Hell and Back – drugi solowy album amerykańskiego rapera Drag-Ona, wydany 10 lutego 2004 roku, nakładem wytwórni Ruff Ryders Entertainment/Virgin Records. Sprzedany w 132,000 egzemplarzy.
Album promowany jest przez single: Bang Bang Boom, Put Your Drinks Down, Tell Your Friends, Trouble oraz remiks Trouble z Fiendem i Yung Wunem.

## Lista utworów
| #  | Tytuł                         | Producent           | Gościnnie                | Długość |
| -- | ----------------------------- | ------------------- | ------------------------ | ------- |
| 1  | "Intro"                       | Tuneheadz           |                          | 0:22    |
| 2  | "Feel My Pain"                | Tuneheadz           |                          | 2:58    |
| 3  | "Bang Bang Boom"              | Swizz Beatz         | Swizz Beatz              | 4:22    |
| 4  | "Bronx" (Skit)                |                     | Okre Boy, Haze, Bar, Neo | 1:34    |
| 5  | "Respect My Gangsta"          | Mr. Devine          | Styles P                 | 4:01    |
| 6  | "Tell Your Friends"           | Neo Da Matrix       | Jadakiss                 | 3:48    |
| 7  | "Put Your Drinks Down"        | Needlz              |                          | 3:55    |
| 8  | "Hector The Killer MC" (Skit) |                     | Capone                   | 1:45    |
| 9  | "Trouble"                     | Leroy 'Tony' Austin | Fiend                    | 3:50    |
| 10 | "I'm a Ryder"                 | Black Key           | Baby, TQ                 | 4:33    |
| 11 | "Let's Get Crazy"             | Rockwilder          | DMX                      | 3:27    |
| 12 | "Busta" (Skit)                |                     | Capone                   | 1:10    |
| 13 | "U Had Me"                    | Teflon              | Eve                      | 4:17    |
| 14 | "Holla At Your Boy"           | Dom Flava           |                          | 3:14    |
| 15 | "My First Child"              | Jerry Stokes        |                          | 3:40    |
| 16 | "It's a Party"                | Lilz                |                          | 4:29    |
| 17 | "Life Is Short"               | PK                  |                          | 3:26    |
| 18 | "U Had Me Pt. 2"              | Tuneheadz           | Eve, Aja Smith           | 4:05    |

## Notowania
| Rok  | Album         | Miejsce       | Miejsce                | Miejsce |
| Rok  | Album         | Billboard 200 | Top R&B/Hip-Hop Albums |         |
| ---- | ------------- | ------------- | ---------------------- | ------- |
| 2004 | Hell and Back | #47           | #5                     |         |